# Ovulitis azaleae
Ovulitis azaleae är en svampart som beskrevs av N.F. Buchw. 1970. Ovulitis azaleae ingår i släktet Ovulitis och familjen Sclerotiniaceae.   Inga underarter finns listade i Catalogue of Life.